# Vilanterol
Vilanterol (INN, USAN) là một chất đồng vận β 2 adrenoreceptor tác dụng rất dài (siêu LABA), được phê duyệt tháng 5 năm 2013 kết hợp với fluticasone furoate để bán như Breo Ellipta bởi GlaxoSmithKline để điều trị bệnh phổi tắc nghẽn mạn tính (COPD).
Vilanterol có sẵn trong các kết hợp sau:
- với corticosteroid flnomasone furoate - flnomasone furoate / vilanterol (tên thương mại Breo Ellipta (Mỹ), Relvar Ellipta (EU, RU, JPN))
- với chất đối vận muscarinic umeclidinium bromide - umeclidinium bromide / vilanterol (tên thương mại Anoro Ellipta)
- với hít corticosteroid flnomasone furoate và chất đối vận muscarinic umeclidinium bromide - fluticasone furoate/umeclidinium bromide/vilanterol (tên thương mại Trelegy Ellipta)